# Championnat du Pakistan de football 2010
Navigation
Édition précédente Édition suivante
La saison 2010 du Championnat du Pakistan de football est la septième édition de la National Premier League, le championnat de première division national pakistanais. Les équipes engagées sont regroupées au sein d'une poule unique où elles affrontent deux fois leurs adversaires, à domicile et à l'extérieur. En fin de saison, les deux derniers du classement sont relégués et remplacés par les deux meilleures équipes de deuxième division.
C'est le club de WAPDA FC qui remporte la compétition cette saison après avoir terminé en tête du classement, avec neuf points d'avance sur le tenant du titre, Khan Research Laboratories FC. C'est le huitième titre de champion du Pakistan de l'histoire du club.

## Participants
- Pakistan Army
- WAPDA FC
- Khan Research Laboratories FC
- Karachi Port Trust FC
- Punjab Medical College FC
- PIA FC
- Pakistan Navy FC
- Habib Bank Limited FC
- National Bank of Pakistan
- Afghan FC
- Pak Electron Limited
- KESC FC
- Baloch FC Nushki
- Young Blood FC - Promu de D2
- Pakistan Air Force FC
- Sui Southern Gas Company FC - Promu de D2

## Compétition

### Classement
Le classement est établi sur le barème de points classique : victoire à 3 points, match nul à 1, défaite à 0.
| Rang | Équipe                            | Pts | J  | G  | N  | P  | Bp | Bc | Diff |
| ---- | --------------------------------- | --- | -- | -- | -- | -- | -- | -- | ---- |
| 1    | WAPDA FC                          | 67  | 30 | 21 | 4  | 5  | 60 | 21 | +39  |
| 2    | Khan Research Laboratories FC'T'C | 58  | 30 | 17 | 7  | 6  | 37 | 16 | +21  |
| 3    | PIA FC                            | 57  | 30 | 16 | 9  | 5  | 49 | 23 | +26  |
| 4    | KESC FC                           | 55  | 30 | 16 | 7  | 7  | 58 | 28 | +30  |
| 5    | Pakistan Army                     | 54  | 30 | 15 | 9  | 6  | 41 | 22 | +19  |
| 6    | Karachi Port Trust FC             | 51  | 30 | 15 | 6  | 9  | 54 | 41 | +13  |
| 7    | Pakistan Air Force FC             | 45  | 30 | 12 | 9  | 9  | 31 | 30 | +1   |
| 8    | Afghan FC                         | 42  | 30 | 12 | 6  | 12 | 43 | 34 | +9   |
| 9    | Pakistan Navy FC                  | 42  | 30 | 11 | 9  | 10 | 33 | 35 | -2   |
| 10   | Pak Electron Limited              | 38  | 30 | 11 | 5  | 14 | 36 | 47 | -11  |
| 11   | Baloch FC Nushki                  | 34  | 30 | 8  | 10 | 12 | 31 | 34 | -3   |
| 12   | National Bank of Pakistan         | 34  | 30 | 7  | 13 | 10 | 35 | 45 | -10  |
| 13   | Habib Bank Limited FC             | 25  | 30 | 6  | 7  | 17 | 26 | 40 | -14  |
| 14   | Punjab Médical College FC         | 21  | 30 | 5  | 6  | 19 | 22 | 54 | -32  |
| 15   | Sui Southern Gas Company FCP      | 20  | 30 | 5  | 5  | 20 | 36 | 72 | -36  |
| 16   | Young Blood FCP                   | 18  | 30 | 4  | 6  | 20 | 23 | 73 | -50  |

|  | Qualification pour la Coupe du président de l'AFC 2011                                   |
|  | Relégation directe en deuxième division                                                  |
|  | T : Tenant du titre C : Vainqueur de la Coupe du Pakistan P : Promu de deuxième division |

## Bilan de la saison
| Championnat du Pakistan de football 2010                             |                               |
| Champion                                                             | WAPDA FC (8e titre)           |
| Coupes et trophées                                                   |                               |
| Vainqueur de la Coupe du Pakistan 2010                               | Khan Research Laboratories FC |
| Qualifications continentales                                         |                               |
| Coupe du président de l'AFC 2011                                     | WAPDA FC                      |
| Promotions et relégations                                            |                               |
| Promus en Championnat du Pakistan de football                        | Muslim Club                   |
| Promus en Championnat du Pakistan de football                        | Pakistan Police FC            |
| Relégués en Championnat du Pakistan de football de deuxième division | Sui Southern Gas Company FC   |
| Relégués en Championnat du Pakistan de football de deuxième division | Young Blood FC                |